# 2002年デナリ地震

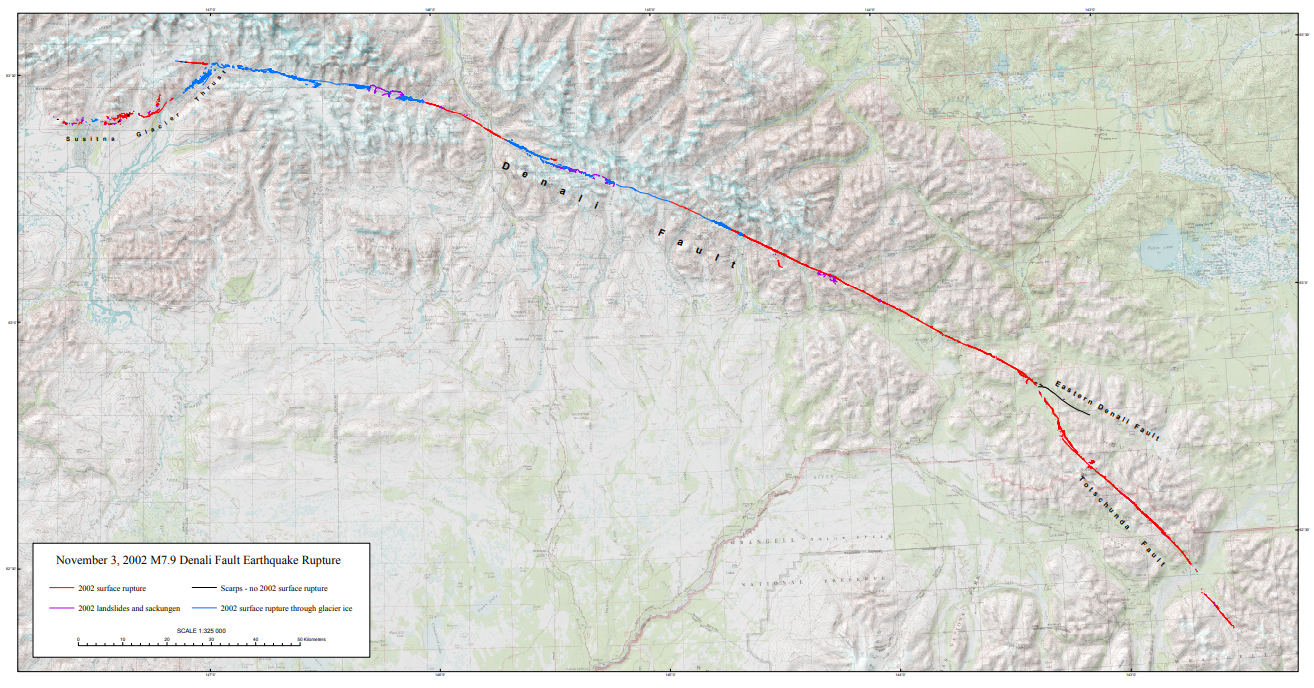
2002年デナリ地震で表面ずれがあった断層

2002年デナリ地震（2002ねんデナリじしん、英語: 2002 Denali earthquake）は、2002年11月3日22時12分41秒UTC（現地時間1時12分）に発生し、震源地は米国アラスカ州デナリ国立公園の東南東66 km。この7.9 Mwの地震で、米国では1965年ラット諸島地震以来37年ぶりに記録された最大規模の地震であった。人里離れた場所であったため、死者はなく、負傷者は1名のみであった。
この地震は水深が浅かったため、少なくともシアトルから遠く離れた場所のテキサス州やルイジアナ州ニューオーリンズなど遠く離れた水域で副振動を発生させた。ワシントン州の湖で約20隻のハウスボートがこの震動によって被害を受けた。